# سندرم کلاین‌فلتر
سندرم کلاین فلتر (Klinefelter syndrome) این بیماری به علت تریزومی (زیاد بودن) کروموزومهای جنسی در مرد ایجاد می‌شود. فرمول جنسی کروموزومهای مرد در شرایط طبیعی xy است ولی در این بیماری فرد دارای یک x اضافی می‌باشد و در موارد نادری دارای ۲ الی ۳x اضافه می‌باشدهمچنین سطح استروژن خون این افراد بالاتر از حد طبیعی است.
یکی از آنیوپلوئیدیهای شایع کروموزوم جنسی است. بیماران، مردان غیرطبیعی هستند که یک کروموزوم Y و دو یا تعداد بیشتری کروموزوم X دارند. (XXXY, XXY) ولی ۲۲ جفت کروموزوم اتوزومال آن‌ها عادی است.
با این که الزاماً این افراد مشکلات ذهنی و اختلالات یادگیری ندارند، اما افزایش تعداد کروموزوم‌های x اضافی، کارایی مغز این افراد را کاهش می‌دهد. طبیعی است که این سندرم تنها در افراد مذکر روی می‌دهد.

## بیماری‌زایی
نشانه‌های محتمل افراد مبتلا بدین بیماری به شرح زیر است:
۱) صفات ثانویه جنسی زنانه مانند رشد سینه‌ها و عدم یا کمبود رویش مو در صورت و غیره.
۲) اختلال دربیضه‌ها که در نتیجه آن اسپرم سازی دچار اشکال می‌شود و مبتلایان به این بیماری اکثراً عقیم می‌باشند. (سترونی، آتروفی بیضه‌ها، هیالینیزه شدن مجاری منی ساز و معمولا ژنیکوماستی که به وسیله‌ی آمنیوسنتز کشف می‌شود.)
۳) ازنظر جسمی دارای قد بلند و خمیده می‌باشند.
۴) ازنظربهره هوشی ۲۵٪ افراد مبتلا به «کلاین فلتر» دچار عقب ماندگی ذهنی هستند که عقب ماندگی آن‌ها معمولاً درحد سطحی و خفیف می‌باشد .
۵) بهترین و مطمئن‌ترین روش برای تشخیص آن آزمایش می‌باشد.
تظاهرات اصلی این بیماری به‌صورت زیر است: موهای صورت، زیربغل و زهار بسیار کم هستند. این بیماری یک در هر ۱۰۰۰ تولد نوزاد پسر رخ می‌دهد.

## درمان سندرم کلاین‌فلتر
هنوز راهی برای تغییر و ترمیم کروموزوم جنسی کلاین فلتر وجود ندارد، اما بعد از اینکه این بیماری تشخیص داده شد می‌توان با اقدامات درمانی مشکلات را کم کرد در این راه باید با تیم پزشکی از جمله: دکتر غدد ، کاردرمان ، گفتار درمان، متخصص اطفال، فیزیوتراپ، مشاور ژنتیک، پزشک متخصص ناباروری به همراه روان‌شناس همکاری کنید.

### درمان با تزریق هورمونتستوسترون
مردان مبتلا به این سندرم به میزان کافی این هورمون در بدنشان ترشح نمی‌شود و عدم ترشح این هورمون در زمان بلوغ آن‌ها می‌تواندتاثیرات جبران ناپذیر و مادام العمری را برای آن‌ها داشته باشد . شروع استفاده از این نوع درمان در آغاز دوره بلوغ می‌تواند مشکلات آن‌ها را به شدت کم کند . استفاده از این روش درمانی به پسربچه‌های مبتلا به سندروم کلاین فلتر این امکان را می‌دهد تا تغییرات بدنی آن‌ها در زمان بلوغ مانند افراد طبیعی باشد. رویش موی صورت و بدن، افزایش توده عضلانی، بزرگ شدن بیضه‌ها، کاهش رشد پستان و بهبود تراکم استخوانی از جمله تأثیرات مفید استفاده از این روش می‌باشد .
درمان جایگزینی تستوسترون باید با احتیاط و زیر نظر پزشک متخصص انجام شود چون می‌تواند در افراد مبتلا به سرطان پروستات موجب تشدید سرطان شود.البته در ایجاد سرطان نقشی ندارد.